# Province de Lạng Sơn

Lạng Sơn est une province du Viêt Nam située dans la région de Đông Bắc. 
Son chef-lieu porte le même nom (Lạng Sơn).

## Géographie

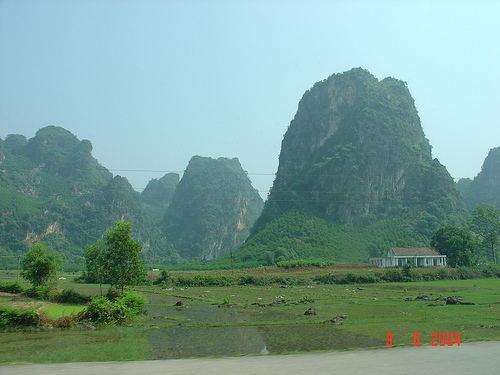
Paysage de la province de Lạng Sơn

La superficie de la province est de 8 327,6 km2. 
Avec une population estimée à 744 100 habitants en 2012, sa densité de population était de 91 personnes au km².

## Administration
La province de Lạng Sơn est composée d'une ville Lạng Sơn et de 10 districts:
1. District de Bắc Sơn
2. District de Bình Gia
3. District de Cao Lộc
4. District de Chi Lăng
5. District de Đình Lập
6. District de Hữu Lũng
7. District de Lộc Bình
8. District de Tràng Định
9. District de Văn Lãng
10. District de Văn Quan